# Letlands futsallandshold
Letlands futsallandshold er et hold under Letlands fodboldlandshold, udvalgt blandt alle lettiske fodboldspillere til at repræsentere Letland i internationale fodboldturneringer arrangeret af FIFA og UEFA samt i venskabskampe mod andre nationale fodboldforbunds udvalgte hold.